# Finländska Mästerskapsserien i fotboll 1945/1946
Finländska Mästerskapsserien i fotboll 1945/1946 bestod av flera kvalificerande tävlingar innan mästerskapsfinalen.
- IFK Vasa                    14  10   2   2   46 -  18   22
- TPS, Åbo                    14   8   2   4   40 -  22   18
- VPS, Vasa                   14   8   2   4   27 -  16   18
- HPS, Helsingfors            14   7   3   4   23 -  11   17
- Kronohagens IF, Helsingfors 14   6   3   5   25 -  32   15
- Sudet, Helsingfors          14   5   2   7   36 -  29   12

- KPT, Kuopio                 14   3   3   8   18 -  33    9
- IF Drott, Jakobstad         14   0   1  13   16 -  70    1

## Final
- IFK Vasa 5-1 TPV Tampere